# Chironomus albiforceps
Chironomus albiforceps är en tvåvingeart som först beskrevs av Jean-Jacques Kieffer 1910.  Chironomus albiforceps ingår i släktet Chironomus och familjen fjädermyggor. Inga underarter finns listade i Catalogue of Life.